# Fortune Financial Centre
Le Fortune Financial Centre est un gratte-ciel de 267 mètres construit en 2014 à Pékin en Chine. Il est occupé par des bureaux et comprend 61 étages.
L'architecte est P & T Architects & Engineers basée à Hong Kong, 